# 花园路街道 (北京市)
花园路街道，是中华人民共和国北京市海淀區下辖的一个乡镇级行政单位。

## 行政区划
花园路街道下辖以下地区：
北航社区、北医社区、志新社区、塔院干休所社区、邮科社区、晴冬园社区、北京九所社区、塔院社区、消夏园社区、迎春园社区、总参四部社区、防化社区、北极寺大院社区、龙翔路社区、花园路社区、花园北路乙28号院社区、小关社区、牡丹园东里社区、牡丹园西里社区、北太平庄路社区、冠城园社区、马甸西村路社区、玉兰园社区、月季园第二社区、月季园第一社区、北三环中路43号院社区、牤牛桥社区、中央新影社区、黄亭子社区、1201社区、总参测绘局社区、北影社区、知春路17号院社区、华盛家园社区、西单商场社区和金尚嘉园社区。